# Eth (lettre)
Pour d’autres lettres avec la forme de Ð, voir Ð.
Ne doit pas être confondu avec le D hameçon ou le D barré.
Lettres similaires : Ɖ·Đ
Pour les articles homonymes, voir Eth.
Cette page contient des caractères spéciaux ou non latins. S’ils s’affichent mal (▯, ?, etc.), consultez la page d’aide Unicode.
La lettre Ð, nommée eth ou ed, est utilisée en islandais, féroïen, dalécarlien et anciennement vieil anglais et norrois pour transcrire la consonne fricative dentale voisée [ð] (comme le « th » dans les mots anglais moderne them ou that), caractéristique des anciennes langues scandinaves. Son caractère minuscule ressemble à un d cursif ou d insulaire barré (ð). Sa forme sourde est la lettre Þ (thorn).

## Utilisation
Cette lettre est présente dans les alphabets islandais et féroïen (cette dernière langue ne le prononce cependant pas mais l'utilise pour rappeler l'étymologie de certains mots). Elle est également utilisée par l'alphabet phonétique international pour transcrire le son qu'elle décrit en islandais, la consonne fricative dentale voisée [ð]. C'est également un caractère fréquent dans les transcriptions des langues germaniques.
Le nom de la lettre islandaise est prononcé avec la forme sourde /ɛθ/, mais la convention de l'Alphabet phonétique international est de le prononcer avec la forme sonore (/eð/).
Le Dogecoin, une crypto-monnaie, utilise ce symbole dans sa version abrégée.

## Représentations informatiques
La lettre eth possède les codages Unicode (supplément latin-1) et HTML suivants :
| Forme                | Glyphe | Point de code Unicode | Nom Unicode                             | Entité HTML |
| -------------------- | ------ | --------------------- | --------------------------------------- | ----------- |
| capitale             | OoÐOo  | U+00D0                | lettre majuscule latine ed              | &ETH;       |
| minuscule            | OoðOo  | U+00F0                | lettre minuscule latine ed              | &eth;       |
| exposant             | OoᶞOo  | U+1D9E                | lettre modificative minuscule ed        |             |
| diacritique suscrite | Oo◌ᷙOo  | U+1DD9                | diacritique lettre minuscule latine eth |             |

Légende : Les caractères neutres « Oo  Oo » illustrent un contexte. Un diacritique est composé avec le caractère « ◌ », l'affichage est représenté avec le corps, et la chasse de ce caractère « ◌ », des exemples sont ◌̰, ◌̃, ou ◌͠◌.

## Équivalent sourd
Son équivalent sourd est le phonème [θ] (consonne fricative dentale sourde) trouvé dans le « th » de l’anglais think ou thanks ou le ث en arabe.